# 戸畑郵便局
戸畑郵便局（とばたゆうびんきょく）は、福岡県北九州市戸畑区にある郵便局。民営化前の分類では集配普通郵便局であった。

## 概要
住所：〒804-8799 福岡県北九州市戸畑区新池1-2-2

### 分室
分室はなし。かつて存在した分室は以下の通り。
- 高岸分室 - 1982年（昭和57年）に廃止。

## 沿革
- 1899年（明治32年）9月1日 - 戸畑郵便受取所として開設[1]。
- 1905年（明治38年）4月1日 - 戸畑郵便局（三等）となる。
- 1921年（大正10年）4月1日 - 等級を三等から二等に改定[2]。
- 1944年（昭和19年）2月1日 - 高岸分室を設置[3]。
- 1956年（昭和31年）10月11日 - 当局および高岸分室において、電話通話および和文電報受付事務の取扱を開始[4]。
- 1966年（昭和41年）3月14日 - 戸畑区殿町から同区新池町に移転[5]。
- 1982年（昭和57年）4月16日 - 高岸分室を廃止。
- 1998年（平成10年）9月1日 - 外国通貨の両替および旅行小切手の売買に関する業務取扱を開始。
- 2007年（平成19年）10月1日 - 民営化に伴い、併設された郵便事業戸畑支店に一部業務を移管。
- 2012年（平成24年）10月1日 - 日本郵便株式会社発足に伴い、郵便事業戸畑支店を戸畑郵便局に統合。

## 取扱内容
- 郵便、印紙、ゆうパック、内容証明
- 貯金、為替、振替、振込、国際送金、外貨両替・トラベラーズチェック、国債、投資信託
- 生命保険、バイク自賠責保険
- ゆうちょ銀行ATM
- 北九州市戸畑区内の集配業務
- ゆうゆう窓口

## 周辺
- 北九州市戸畑区役所
- 九州工業大学
- 北九州市立戸畑図書館
- 北九州市立戸畑中央小学校
- 国道199号

## アクセス
- JR鹿児島本線 戸畑駅から徒歩約15分
- 西鉄バス 戸畑区役所停留所もしくは浅生公園前停留所下車
- 北九州高速2号線 戸畑出入口から南西へ、若戸出入口から南東へそれぞれ約800m
- 駐車場あり：14台